# 19è Festival Internacional de Cinema de Canes
El 19è Festival Internacional de Cinema de Canes es va dur a terme del 5 al 25 de maig de 1966. Es va donar un premi especial per celebrar el 20è aniversari del Festival.
El Grand Prix du Festival International du Film fou atorgat a Signore e signori de Pietro Germi, junt a Un homme et une femme de Claude Lelouch. El festival va obrir amb Modesty Blaise, dirigit per Joseph Losey i va tancar amb Faraon, dirigit per Jerzy Kawalerowicz.

## Jurat

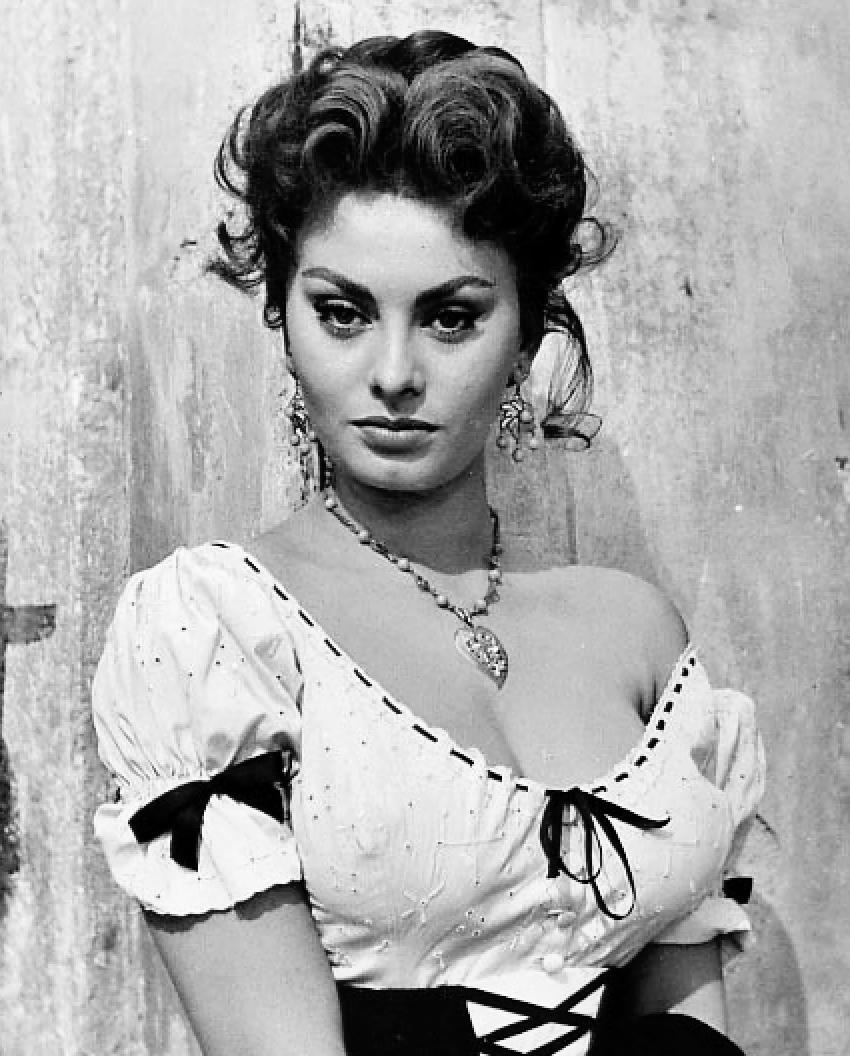
Sophia Loren, president del jurat

Les següents persones foren nomenades membres del jurat pel festival de 1966:
Pel·lícules
- Sophia Loren (Itàlia) President
- Marcel Achard (França)
- Vinicius de Moraes (Brasil)
- Tetsuro Furukaki (Japó) (escriptor)
- Maurice Genevoix (França)
- Jean Giono (França)
- Maurice Lehmann (França)
- Richard Lester (GB)
- Denis Marion (Bèlgica)
- André Maurois (França)
- Marcel Pagnol (França)
- Yuli Raizman (URSS)
- Armand Salacrou (França)
- Peter Ustinov (GB)

Curtmetratges
- Charles Duvanel (Suïssa)
- Charles Ford (França) (escriptor)
- Marcel Ichac (França)
- Jean Vivie (França) (funcionari del CST)
- Bo Widerberg (Suècia)

## Selecció oficial

### Pel·lícules en competició
Les següents pel·lícules foren seleccionades per competir pel Grand Prix du Festival International du Film:
- Alfie de Lewis Gilbert
- L'armata Brancaleone de Mario Monicelli
- Popioly de Andrzej Wajda
- Signore e signori de Pietro Germi
- Campanadas a medianoche d'Orson Welles
- Doctor Zhivago de David Lean
- Uccellacci e uccellini de Pier Paolo Pasolini
- Barev, yes em de Frunze Dovlatyan
- A Hora e a Vez de Augusto Matraga de Roberto Santos
- Sult de Henning Carlsen
- Es d'Ulrich Schamoni
- Lenin v Polshe de Serguei Iutkevitx
- Mademoiselle de Tony Richardson
- Un homme et une femme de Claude Lelouch
- Modesty Blaise de Joseph Losey
- Morgan: A Suitable Case for Treatment de Karel Reisz
- La Religieuse de Jacques Rivette
- Ön d'Alf Sjöberg
- Faraon de Jerzy Kawalerowicz
- Dýmky de Vojtěch Jasný
- Răscoala de Mircea Mureșan
- Szegénylegények de Miklós Jancsó
- Seconds de John Frankenheimer
- Con el viento solano de Mario Camus
- Der junge Törless de Volker Schlöndorff

### Curtmetratges en competició
Els següents curtmetratges competien per Palma d'Or al millor curtmetratge:
- Alberto Giacometti d'Ernst Scheidegger and Peter Munger
- Bruegel et la folie des hommes - dulle griet de Jean Cleinge
- Le Chant du monde de Jean Lurcat de Pierre Biro i Victoria Mercanton
- Cislice de Pavel Prochazka
- The Dot and the Line de Chuck Jones
- The Drag de Carlos Marchiori
- Équivoque 1900 de Monique Lepeuve
- De Gewonde de Theo Van Haren Noman
- Miejsce de Edward Sturlis
- Muzikalno prase de Zlatko Grgic
- Nô d'Eiji Murayama
- Reflections on Love de Joe Massot
- Les Rendez-vous de l'été de Jacques Ertaud i Raymond Zumstein
- Skaterdater de Noel Black
- L'Urlo de Camillo Bazzoni

## Secció paral·lela

### Setmana Internacional dels Crítics
Els següents llargmetratges van ser seleccionats per ser projectats per a la cinquena Setmana de la Crítica:
- La Noire de... d'Ousmane Sembene (França/ Senegal)
- Bloko d'Ado Kyrou (Grècia)
- Gyerekbetegségek de Ferenc Kardos, János Rózsa (Hongria)
- Každý den odvahu d'Evald Schorm (Txecoslovàquia)
- O desafio de Paulo Cezar Saraceni (Brasil)
- Fata morgana de Vicente Aranda (Espanya)
- Čovek nije tica de Dusan Makavejev (Iugoslàvia)
- Nicht versöhnt de Jean-Marie Straub (Alemanya occidental)
- Le Père Noël a les yeux bleus de Jean Eustache (França)
- Winter Kept Us Warm de David Secter (Canadà)

## Premis

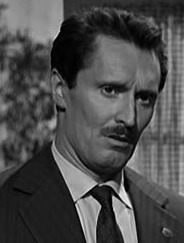
Pietro Germi, guanyador del Grand Prix

### Premis oficials
Els guardonats en les seccions oficials de 1966 foren:
- Grand Prix du Festival International du Film:
  - Signore e signori de Pietro Germi
  - Un homme et une femme de Claude Lelouch
- Premi especial del jurat: Alfie de Lewis Gilbert
- Millor director: Serguei Iutkèvitx per Lenin a Polònia (Lenin v Polxe)
- Millor actriu: Vanessa Redgrave per Morgan: A Suitable Case for Treatment
- Millor actor: Per Oscarsson per Sult
- Millor primer treball: Răscoala de Mircea Mureșan
- Premi del 20è Aniversari: Campanadas a medianoche d'Orson Welles

Curtmetratges
- Palma d'Or al millor curtmetratge: Skaterdater by Noel Black
- Gran premi tècnic: Skaterdater de Noel Black

### Premis independents
FIPRESCI
- Premi FIPRESCI: Der junge Törless de Volker Schlöndorff
- Menció especial: Campanadas a medianoche d'Orson Welles

Commission Supérieure Technique
- Gran Premi Tècnic: Campanadas a medianoche d'Orson Welles

Premi OCIC
- Un homme et une femme de Claude Lelouch

Altres premis
- Menció especial: Totò, per la seva actuació